# 이쓰쿠시마 (방호순양함)
이쓰쿠시마(厳島, 嚴島)는 청일 전쟁과 러일 전쟁에서 활약한 구 일본 해군의 군함이다. 일본 해군에 의한 군함분류는 방호순양함이고, 후에 이등순양함으로 재분류 된다. 마쓰시마형 방호순양함 2번함이다.

## 개요

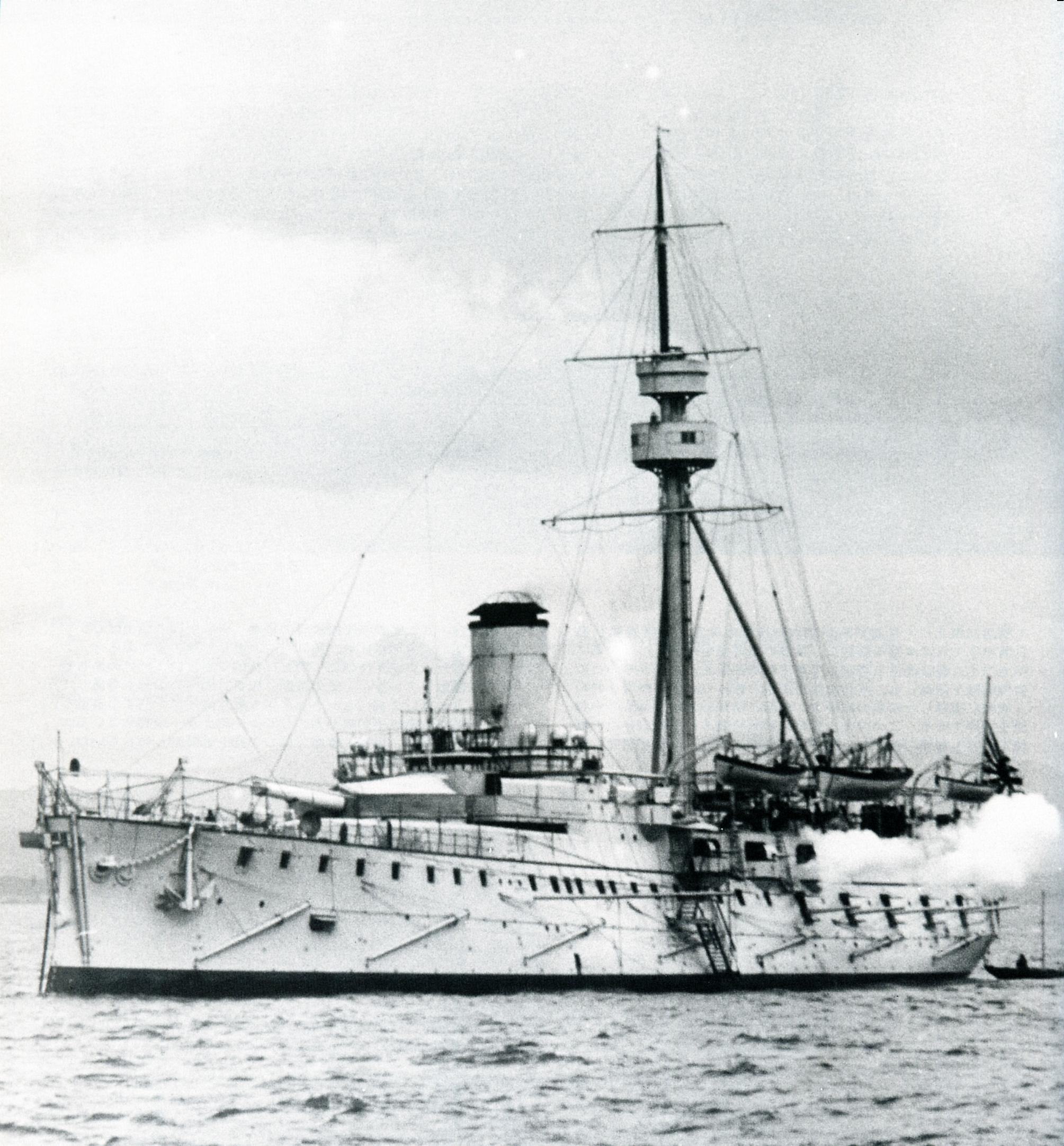
이쓰쿠시마(嚴島, 1897년）

일본에서는 메이지 유신 후 혼란의 시기가 지나가고 세계적으로 제국주의의 격랑 속에서 국토방위와 해외진출을 위해 한반도를 그들의 생명선으로 삼는 국가 전략을 수립했다. 이러한 시도에 맞선 상대는 역사적으로 조선의 종주국의 위치를 가지고 있었던 청나라가 있었다. 따라서 점차 청일양국의 충돌은 피할 수 없는 수순이었다.
1885년, 청나라 북양함대에 배치된 철갑함 진원(鎭遠)과 정원 (定遠) 두척은 일본 해군에 충격을 주었다. 두 함의 기준배수량은 7,220톤에, 주포는 30.5cm 2연장포 2기를 갖추고 있었고, 현쪽 장갑의 최대 두께는 305mm에 달해 당시 서양 열강 해군이 극동에 배치한 대형함들을 능가하는 거함이었다. 당시의 일본 해군에서 보면 괴물과 같은 거함이었다.
다급해진 일본은 적어도 주포의 구경에서 만큼은 진원, 정원을 능가하는 군함을 만들어 대항하기로 하였다. 이러한 요구사항을 설계의 기초에 두고 제작된 것이 마쓰시마형 방호순양함이었다. 최대 특징은 진원, 정원의 주포 구경을 상회하는 32cm 38구경의 단장포에 있었다. 이 단 1문의 거포를 마쓰시마에는 뒷갑판에, 다른 두척에는 앞갑판에 거치하였다. 그 때문에 동급함이라고 해도 마쓰시마의 외형은 동급의 다른 두 척과는 많이 달라 보였다.
하지만 32cm포라는 거포를 얹은 플랫폼을 가진 선체는 당시의 일본의 정비 도크와 항만의 시설로 감당할 수 있는 배는 4000톤대라는 한계가 있었다. 그렇기에 4000톤급의 함체에 무리하게 함포를 탑재하는 처지가 되었다.
프랑스 해군의 설계 기술장교 루이 에밀 베르탕은 당시의 프랑스 해군의 방호순양함과 같이 선체 크기에 맞는 중구경의 포를 다수 탑재하고 기관 출력을 늘린 고속순양함을 제안하였지만, 당면한 위협에 급했던 일본은 제안을 거부했다. 이렇게 해서 순양함급의 선체에 전함급의 거포를 탑재하게 되었다. 그 대신 기관과 장갑은 약화되었다.
주포인 카네社의 32cm(38구경) 단장포는, 6시 방향을 향해 주포가 거치된 마쓰시마와 달리 앞부분 갑판에 고정시킬 수 있었기 때문에, 함형으로서는 더 좋다. 또, 부포 이하의 무장에 있어서도 마쓰시마에 비해 약간 우위를 보인다.
러일 전쟁에서는 제3함대의 기함으로서 활약했고, 쓰시마 해전에서는 러시아 제국 해군 발트 함대 발견의 전보를 받자마자 급진하여, 발틱 함대와 나란히 도고 헤이하치로 사령장관에게 적 함대의 정확한 위치, 대형, 침로 등을 상세하게 보고해, 해전의 시작 임무를 훌륭하게 수행했다.
보통 마쓰시마형 2번함으로 불리지만, 마쓰시마보다 먼저 기공, 준공되었기 때문에, 이쓰쿠시마형으로 불리기도 한다.

## 함장
- 아리마 신이치 (有馬新一) 대좌：1894년 12월 17일 ~ 1895년 6월 5일
- 마츠나가 유우주 (松永雄樹) 대좌：1895년 9월 28일 ~ 1896년 8월 13일
- 사이토 마코토 (斎藤実) 대좌：1898년 10월 1일 ~ 11월 10일
- 마츠모코 카즈 (松本和) 대좌：1902년 10월 23일 ~ 1903년 9월 26일
- 나와 마타하치로 (名和又八郎) 대좌：1906년 10월 12일 ~ 1907년 8월 5일
- 마스다 타카요리 (増田高頼) 대좌：1914년 12월 1일 ~ 1915년 5월 1일

## 약력

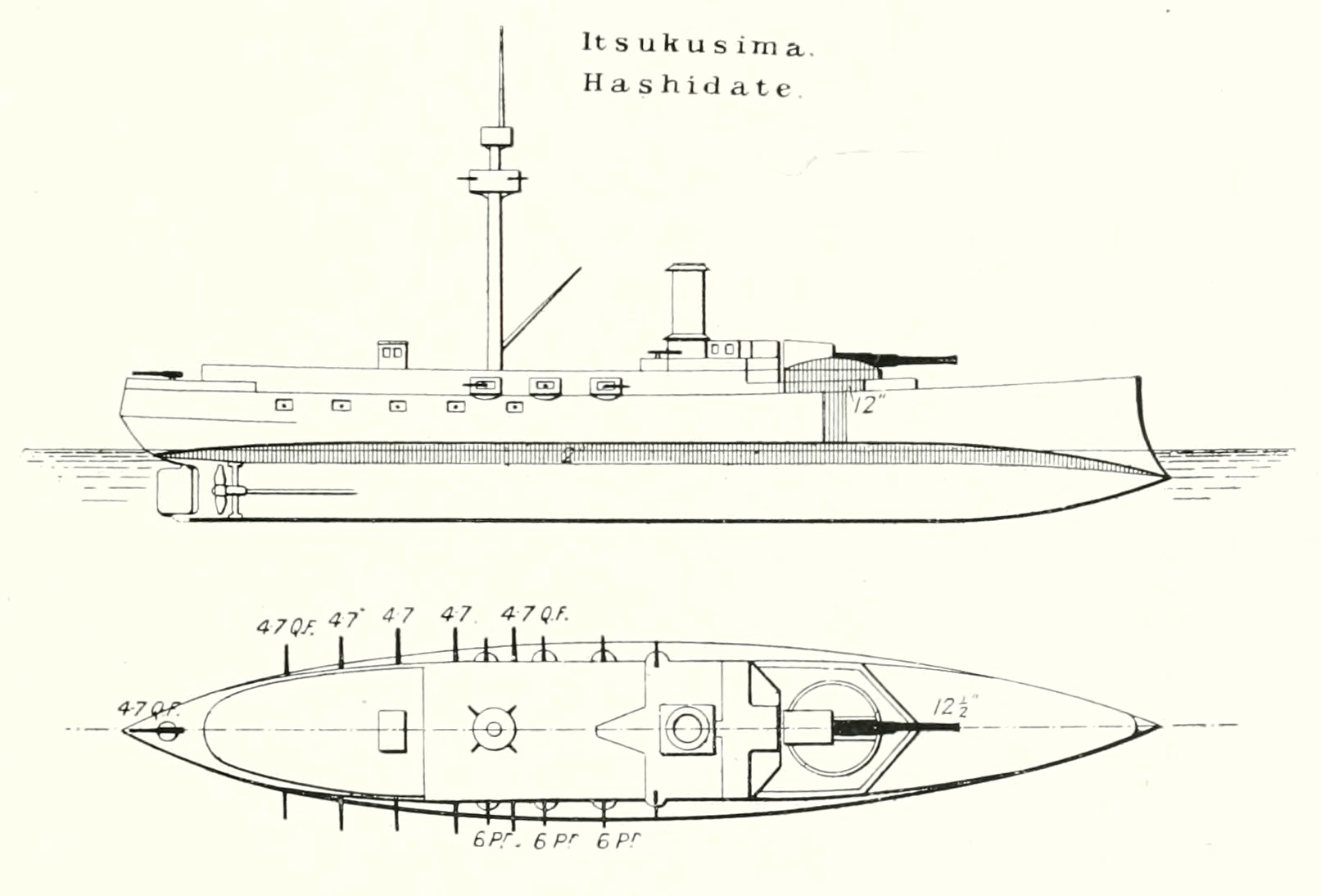
무장・장갑을 보여주는 그림

- 1888년 1월 7일 프랑스 지중해 철공조선소에서 기공
- 1889년 7월 18일 진수
- 1891년 9월 3일 준공, 회항
- 1894년 8월 1일 청일전쟁 시작, 연합함대 본대소속
- 1894년 9월 17일 황해 해전
- 1895년 2월 웨이하이웨이 공격종료, 청나라 항복
- 1898년 3월 21일 이등순양함으로 재분류
- 1904년 2월 10일 러일전쟁 개전, 제3함대 기함
- 1905년 5월 27일, 28일 쓰시마 해전
- 1912년 8월 28일 이등해방함으로 재분류
- 1919년 4월 1일 잡역선（이쓰쿠시마마루(厳島丸)로 개칭）
- 1920년 7월 1일 특무정（이쓰쿠시마(厳島)로 개칭）잠수함모함, 잠수학교 교사등으로 사용 9월 15일 잡역선으로 편입
- 1925년 4월 14일 폐선
- 1926년 3월 12일 퇴역
- 1939년 10월 14일 매각
- 1940년 7월 구레 해군 공창 요시우리(吉浦)에서 해체